# Kid Dussart
Kid Dussart (* 11. April 1921 in Liège, Belgien; † 25. November 2002) war ein belgischer Boxer. Er war Europameister bei den Berufsboxern im Leichtgewicht.

## Werdegang
Kid Dussart hatte bereits im Alter von 17 Jahren sein Debüt bei den Berufsboxern. Am 1. Juni 1938 schlug er in Liège in seinem ersten Kampf seinen Landsmann Kid Conard nach vier Runden nach Punkten. In den ersten Jahren seiner Laufbahn kämpfte er fast ausschließlich in Liege und gewann fast alle dieser Aufbaukämpfe. Am 10. August 1941 holte er sich in Liege mit einem Sieg über Titelverteidiger Joe Cornelis den belgischen Meistertitel im Bantamgewicht. Ende 1942 musste er diesen Titel wegen Gewichtsschwierigkeiten niederlegen, dafür wurde er im Frühjahr 1943 durch einen Sieg über Joe Preys belgischer Meister im Federgewicht und am 2. April 1944 in Paris durch einen Sieg über Jo El Houssine auch belgischer Meister im Leichtgewicht. Diese beiden Titel behielt Kid Dussart bis Kriegsende.
Nach 1945 kämpfte er vorzugsweise in Belgien und Frankreich und erhielt am 29. März 1947 die Chance in Brüssel gegen den Franzosen Emile Di Cristo um die Europameisterschaft im Leichtgewicht zu boxen. Kid Dussart nahm diese Gelegenheit beim Schopf, gewann diesen Kampf nach 15 Runden nach Punkten und war damit Europameister im Leichtgewicht. Er konnte sich dieses Titels aber nicht lange erfreuen, denn bereits am 21. Mai 1947 unterlag er in Brüssel in seiner ersten Titelverteidigung gegen den Italiener Roberto Proietti durch technischen K. o. in der 13. Runde.
Im Jahre 1948 kämpfte Kid Dussart u. a. dreimal gegen den französischen Weltklasseboxer Ray Famechon. Er verlor von diesen Kämpfen zwei und siegte einmal. Am 5. Juli 1949 boxte er in London gegen den neuen Europameister im Leichtgewicht, dem Engländer Billy Thompsson wieder um den Titel und gewann diesen zum zweiten Mal, weil Thompsson wegen Nachschlagens disqualifiziert werden musste. In seinem nächsten Kampf erging es ihm aber wie vor zwei Jahren. Er verlor seinen Titel in der ersten Verteidigung am 17. Dezember 1949 in Brüssel durch eine Punktniederlage nach 15 Runden wieder an den Italiener Roberto Proietti.
1950 versuchte Kid Dussart in den Vereinigten Staaten zu Erfolgen gekommen. Dies gelang ihm aber nicht, denn er verlor gegen die Weltranglistenboxer Paddy DeMarco und Billy Graham. Dafür holte er sich am 8. Dezember 1951 in Liege durch einen K.-o.-Sieg in der neunten Runde über Emile Delmine den belgischen Meistertitel im Weltergewicht. Diesen Titel verlor er wenig später an Harry Mino. Am 6. August 1953 machte Kid Dussart noch einmal den Versuch Europameister im Weltergewicht zu werden. Er verlor aber in Nizza gegen den Franzosen Gilbert Lavoine durch K. o. in der vierten Runde. Er wurde aber noch einmal belgischer Meister. Am 18. Oktober 1957 besiegte er in Liege im Mittelgewicht Pichard Bouchez nach zwölf Runden nach Punkten.
In den letzten Jahren seiner Karriere bestritt Kid Dussart auch viele Kämpfe gegen international hochrangige Gegner. Er gewann u. a. gegen die Franzosen Mickey Laurant, Idrissa Dione und Jean Ruellet und den späteren englischen Europameister im Weltergewicht Wally Thom, musste aber von Charles Humez und den Deutschen Peter Müller und Hans-Werner Wohlers Niederlagen hinnehmen. Seinen letzten Kampf als Profiboxer bestritt Kid Dussart am 22. März 1958 in Liege mit einem Punktsieg über den Algerier Abdelkader Ben Buker.
Kid Dussart war über 20 Jahre lang Profiboxer. Er bestritt in diesem Zeitraum über 150 Kämpfe, die er ohne größere gesundheitliche Schäden überstand. Er war belgischer Meister in fünf Gewichtsklassen (Bantam-, Feder-, Leich-, Welter- und Mittelgewicht).